# Ipiranga (V17)
Pour les articles homonymes, voir Ipiranga.
Ipiranga (V17) est une ancienne corvette de classe Imperial Marinheiro de la Marine brésilienne.
La corvette Ipiranga est la quatrième navire à porter ce nom dans la Marine brésilienne, nom qui fait référence au rio Ipiranga qui traverse São Paulo et sur les rives duquel l'indépendance du Brésil aurait été proclamée. 
Les plans des corvettes de la classe Imperial Marinheiro furent pensés et dessinés par l'amiral Renato de Almeida Guillobel (1892-1975), lorsqu'il est Ministre de la Marine. 
L'Ipiranga est construite par les chantiers navals C.C. Sheepsbower & Gashonder Bedriff Jonker & Stans, à Rotterdam, aux Pays-Bas. Sa quille est posée le 17 octobre 1953, et elle est lancée le 26 juin 1954. Elle intègre les listes de la Marine brésilienne le 6 janvier 1955. Son commandement est confié, à cette occasion au capitaine de corvette Ediguche Gomes Carneiro.
La corvette Ipiranga est utilisée lors de la « guerre de la langouste », conflit qui oppose la France au Brésil entre 1961 et 1963 autour de la pêche à la langouste. En janvier 1962, elle arraisonne le langoustier français la Cassiopée.
Le 17 octobre 1983, l'Ipiranga fait naufrage par 62 mètres de profondeur au large de l'archipel de Fernando de Noronha, après avoir heurté un rocher affleurant à marée basse. La totalité des 64 hommes d'équipage, 6 officiers et 58 marins, seront secourus. Le lieu du naufrage est aujourd'hui un endroit prisé des plongeurs dans l'archipel.

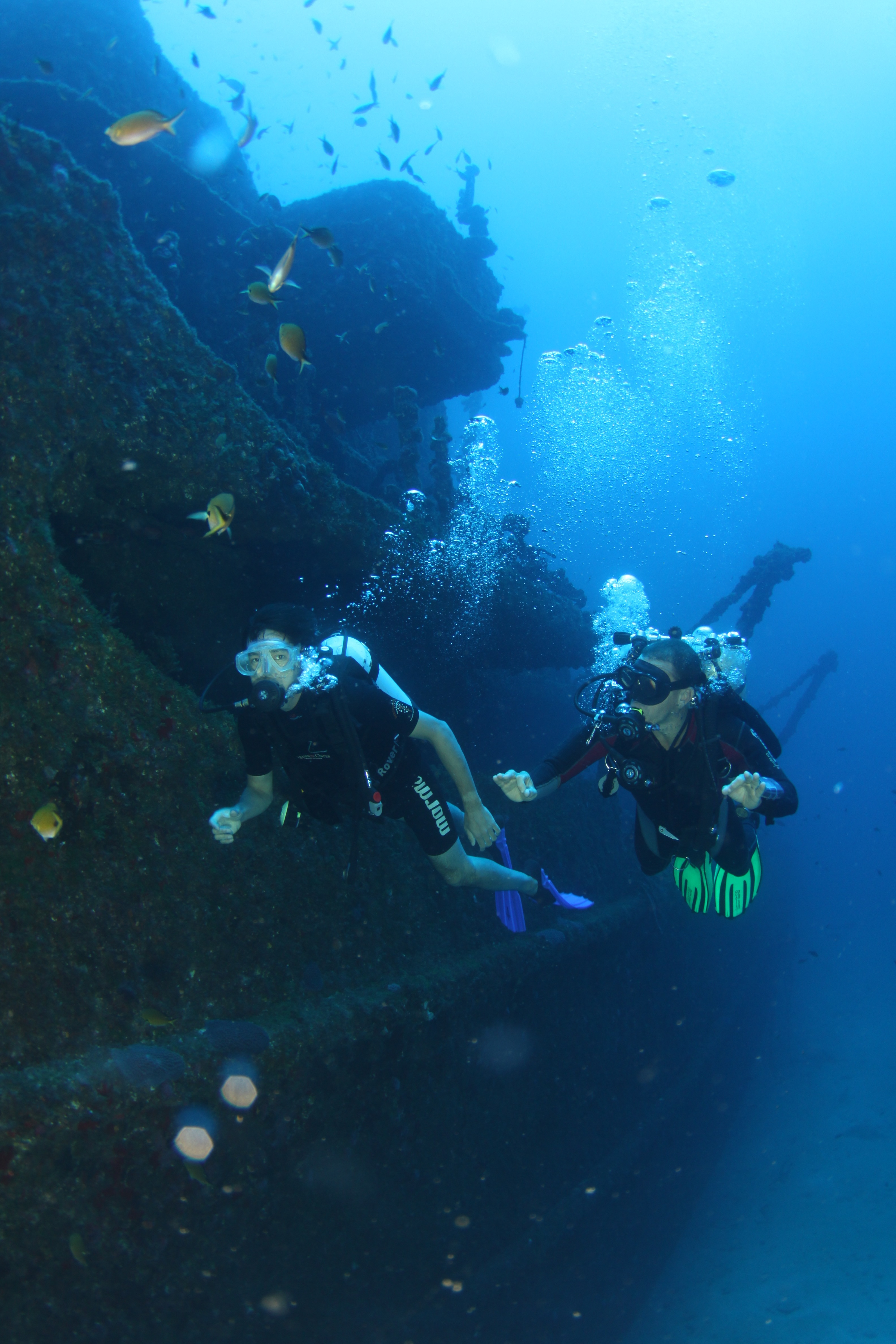
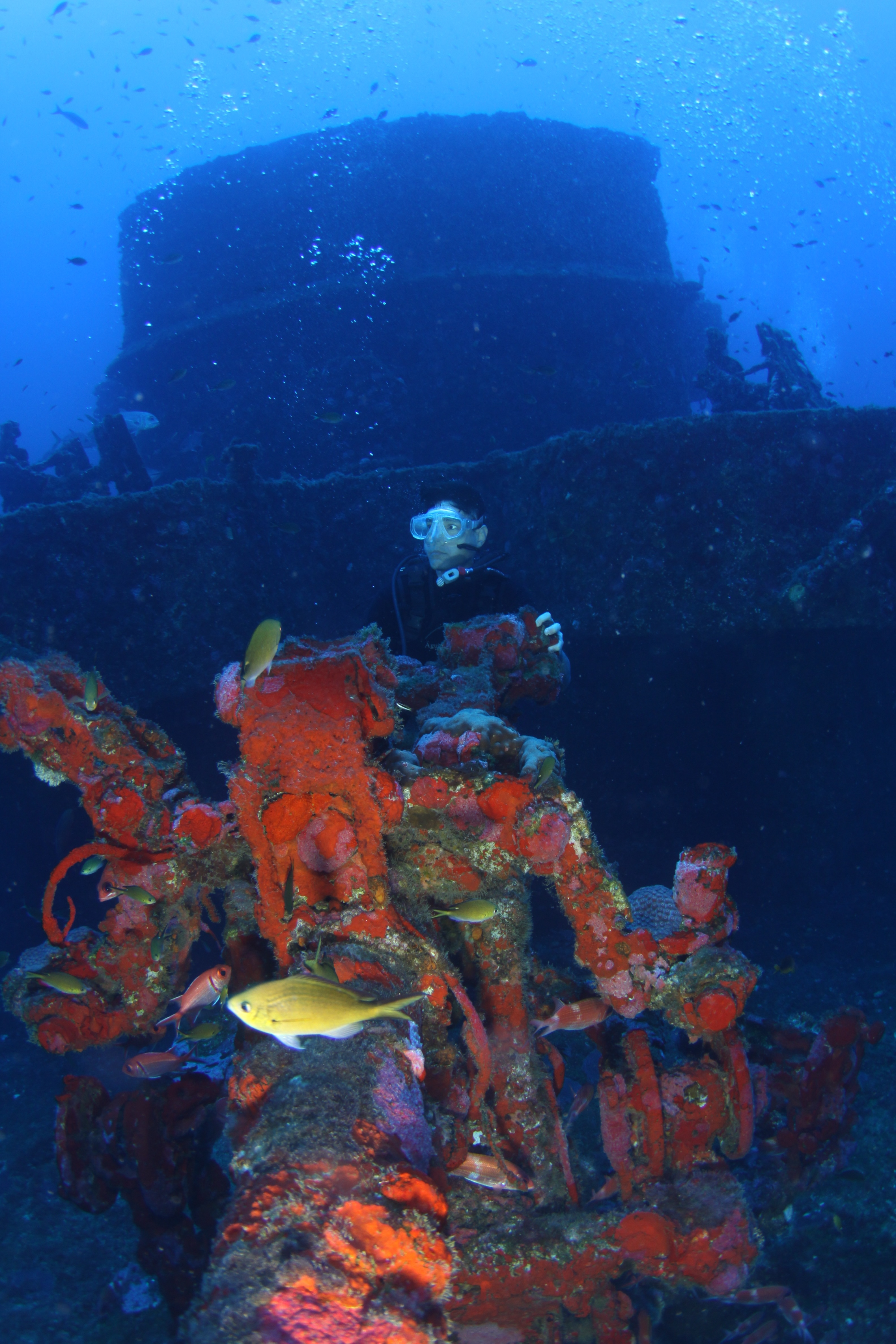